# 고성 극락암 선종영가집(언해)
고성 극락암 선종영가집(언해)(高城 極樂庵 禪宗永嘉集(諺解))는 대한민국 강원특별자치도 고성군 간성읍, 극락암에 있는, 1464년 간경도감에서 상ㆍ하 2책으로 간행된 선종영가집(언해본)의 상권 1책이다. 2018년 10월 26일 강원특별자치도의 유형문화재 제179호로 지정되었다.

## 지정 사유
1464년 간경도감에서 상ㆍ하 2책으로 간행된 선종영가집(언해본)의 상권 1책으로 훈민정음이 반포된 이후의 국어를 반영하여 국어사적으로 중요한 가치가 지니며 당시의 인출불사와 장정형태 및 불교사상적 경향 등과 같은 역사ㆍ문화적인 실체를 담고 있는 자료라는 점에서 지정 보존가치가 있다.

## 참고 문헌
- 고성 극락암 선종영가집(언해) - 국가유산청 국가유산포털